# Matriz de Fock
Na mecânica quântica, a Matriz de Fock é uma aproximação da matriz do operador energético do elétron de um dado sistema quântico. Seu nome deve-se ao físico Vladimir Fock.
A matriz de Fock é mais comumente utilizada na química computacional ao tentar solucionar as equações de Roothaan para um átomo ou um sistema molecular. A matriz de Fock é na realidade uma aproximação do operador hamiltoniano do sistema quântico. Ela inclui os efeitos de repulsão da lei de Coulomb apenas de uma forma aproximada.
A matriz de Fock é definida pelo operador de Fock. Para o caso particular em que assume-se orbitais fechadas e funções de onda com determinante único, o operador de Fock para o enésimo (i) elétron é dado por
{\displaystyle {\hat {F}}(i)={\hat {h}}(i)+\sum _{j=1}^{n}[2{\hat {J}}_{j}(i)-{\hat {K}}_{j}(i)]}
onde
{\displaystyle {\hat {F}}(i)}
é o operador de Fock para o enésimo (i) elétron no sistema,
{\displaystyle {\hat {h}}(i)}
é o elétron hamiltoniano para o enésimo (i) elétron,
{\displaystyle n\ }
é o número total das orbitais ocupadas no sistema (igual à parte inteira de {\displaystyle \left\lfloor {\frac {N}{2}}\right\rfloor }, onde {\displaystyle N\ } é o número de elétrons),
{\displaystyle {\hat {J}}_{j}(i)}
é o operador de Coulomb que define a força de repulsão entre os elétrons j e i no sistema,
{\displaystyle {\hat {K}}_{j}(i)}
é o operador de troca, define o efeito quântico produzido pela troca de dois elétrons.

## Leitura recomendada
- Glaesemann, Kurt R.; Schmidt, Michael S. (2010). «On the Ordering of Orbital Energies in High-Spin ROHF». J. Phys. Chem. A. ASAP. 100505124959092 páginas. doi:10.1021/jp101758y